# 瓦伊納莫塔河
瓦伊納莫塔河是墨西哥的河流，屬於大聖地亞哥河的支流，河道全長280公里，流域面積4,497平方公里，發源自薩卡特卡斯州，流經哈利斯科州和納亞里特州。